# Patryk Urban
Patryk Jan Urban – polski inżynier, doktor habilitowany nauk technicznych.

## Życiorys
W 2009 r. obronił pracę doktorską pt. Dynamically Reconfigurable Optical Access Network, w 2017 r. uzyskał habilitację na podstawie pracy zatytułowanej Detekcja Usterek Światłowodów w Optycznych Sieciach Dostępowych. Pracuje w Zachodniopomorskim Uniwersytecie Technologicznym w Szczecinie, oraz należy do Rady Dyscypliny Naukowej - Automatyki, Elektroniki i Elektrotechniki ZUT.